# Ismaïl Pacha
 (juillet 2020).
Si vous disposez d'ouvrages ou d'articles de référence ou si vous connaissez des sites web de qualité traitant du thème abordé ici, merci de compléter l'article en donnant les références utiles à sa vérifiabilité et en les liant à la section « Notes et références ».
Ismaïl Pacha (arabe : إسماعيل باشا) né le 31 décembre 1830 au Caire et mort le 2 mars 1895 à Constantinople, est le wali puis khédive d'Égypte et du Soudan du 18 janvier 1863 au 8 août 1879.
Il fait ses études à Paris et, une fois au pouvoir, prolonge la politique de modernisation initiée par son grand-père, Méhémet Ali. Un des événements majeurs durant son règne est l'acquisition d'un indépendance par rapport à l'Empire ottoman, qui lui permet de mettre un terme à la domination ottomane de l'Égypte et d'établir le khédivat, lui donnant ainsi le nouveau titre de khédive. Le deuxième événement majeur est la construction du canal de Suez de 1859 à 1869, grâce notamment à une levée de fonds effectuée à la Bourse de Paris, à l'initiative de l'ingénieur français Ferdinand de Lesseps. Ce canal de Suez est inauguré en 1869. Les revenus profitent à la compagnie à l'origine de son percement, la Compagnie universelle du canal maritime de Suez, dont l'Égypte est en partie actionnaire. Mais cette Égypte, criblée de dettes par ses campagnes militaires, et le goût du faste de ses monarches, revend ses parts du canal et cet État tombe sous la dépendance d'institutions financières européennes. Ismaïl Pacha est renversé en 1879, notamment sous l'impulsion de l'Angleterre et de la France, et doit partir en exil.

## Biographie
Fils d'Ibrahim Pacha et petit-fils de Méhémet Ali, Ismaïl étudie à Paris, notamment à l'École d'état-major.
Pendant le règne d'Abbas, il est le chef de l'opposition mais il adopte une position modérée sous le règne de son oncle Saïd Pacha qui lui donne le commandement de l'armée du Soudan.
Devenu vice-roi (wali) d'Égypte ottomane — il prend le titre de khédive en 1867 — il s'émancipe progressivement de la tutelle de l'Empire ottoman en instaurant le khédivat et entreprend une politique de conquêtes. Il annexe le Darfour en 1867, mais est battu par l'Abyssinie en 1874.
En 1869, il reçoit l'impératrice française Eugénie de Montijo pour l'inauguration du canal de Suez, construit depuis 1859 par Compagnie universelle du canal maritime de Suez, côtée à la bourse de Paris. À la fin des travaux, l'Égypte, à hauteur de 44 % de sa valeur, et 21 000 Français, à hauteur de 56 %, en sont conjointement propriétaires. Parmi les festivités mondaines de l'inauguration, les nombreux invités européens sont guidés sur les sites archéologiques par Auguste Mariette, directeur du Service de conservation des antiquités de l'Égypte et du musée de Boulaq.
Au cours de son règne, il continue l'effort de modernisation du Caire initié par son grand-père. S'inspirant notamment de Paris, Ismaïl a comme objectif une ville aux larges avenues. Cependant, à cause de contraintes budgétaires, seule une partie des projets qu'il lance aboutit, dans ce qui constitue aujourd'hui le quartier d'affaires du Caire. Ismaïl tente également de moderniser la ville en établissant un ministère des Travaux publics et en assurant l'approvisionnement en gaz naturel et l'éclairage de la ville. Il est également à l'origine de la création d'un théâtre et d'un opéra, et le commandeur de l’opéra Aida de Verdi.
Modernisateur de son pays, il a aussi le goût du faste, possède des hôtels particuliers dans plusieurs capitales européennes, et entretient de nombreuses concubines. En 1867 il invite ainsi pour les fêtes d'inauguration du canal une jeune parisienne, Clémentine Casajeus, dont il sera le père présumé de la fille, la future artiste-peintre Mathilde Delattre; il a de nombreuses liaisons, dont la cantatrice française Hortense Schneider, etc. Lors de son départ en exil, chacun de ses deux yachts hébergera une quarantaine de concubines.
Le coût de ses campagnes militaires entraîne la ruine du trésor égyptien et l'insolvabilité du pays : il doit vendre ses parts du canal de Suez au Royaume-Uni (1875). Il doit même accepter que son pays passe sous concordat européen, que le ministre des finances soit un anglais M. Rivers Wilson et que le ministre des Travaux publics soit un français M. de Blignières. Ne supportant pas longtemps cette subordination, Ismaïl Pacha renvoie les deux plénipotentiaires. L'Angleterre et la France, aidées par le sultan Abd-ul-Hamid, le déposent le 26 juin 1879 en faveur de son fils Tawfiq Pacha.
Il part en exil en Italie puis en Turquie et meurt à Constantinople.
Il fut membre de la franc-maçonnerie et fonde la Société de géographie d'Égypte en 1875.
Parmi ses nombreux fils, deux autres dirigèrent le pays, sous les noms de Hussein Kamal Pacha (1914-1917) et Fouad Ier (sultan de 1917 à 1922, puis roi jusqu'en 1936), et une de ses petites-filles, Kadria Hussein, fut une femme de lettres, une artiste peintre (une pionnière) et une féministe.

## Décorations étrangères
- Grand-croix de l’ordre impérial de Léopold (Monarchie austro-hongroise)

- Grand cordon de l’ordre de Léopold (Belgique)
- Chevalier de l’ordre de l'Éléphant (Danemark)
- Grand-croix de la Légion d'honneur (France)
- Collier de l'ordre de Salomon (Empire éthiopien)
- Grand-croix de l’ordre du Rédempteur (Royaume de Grèce)
- Grand-croix de l'ordre royal des Saints-Maurice-et-Lazare (Royaume d'Italie)
- Grand-croix de l'ordre de la Couronne d'Italie (Royaume d'Italie)
- Chevalier grand-croix de l'ordre suprême de la Très Sainte Annonciade (Royaume d'Italie)
- Grand cordon de l'ordre de l'Osmaniye (Empire ottoman)
- Grand cordon de l'ordre du Médjidié (Empire ottoman)
- Grand-croix de l’ordre de l’Aigle rouge (Prusse)
- Chevalier de l'ordre de l'Aigle noir (Prusse)
- Chevalier commandeur de l'ordre du Bain (Royaume-Uni)
- Chevalier grand croix de l'ordre de l'Étoile des Indes (Royaume-Uni)
- Grand-croix de l'ordre de l'Épée (Suède)
- Grand-croix de l'ordre du Nichan Iftikhar (Royaume de Tunis)